# ザ・リガニーズ
ザ・リガニーズ（"The Rigannies"）は、1967年 - 1970年に活動した日本のフォーク音楽グループである。

## メンバー
- 新田和長（ギター）神奈川県横浜市出身
- 武藤敏史（ギター）埼玉県飯能市出身
- 内山修（ベース）東京都江東区出身
- 吉田光夫（ギター・バンジョー）東京都杉並区出身
- 常富喜雄（ギター）東京都世田谷区出身

元メンバー
- 所太郎（ギター）東京都出身
- 渡辺真木雄（ギター）東京都出身

## 来歴
1967年夏、早稲田大学公認バンドサークルWFS(Waseda Folksong Society) のメンバーが結成。当初は新田・内山・吉田・所・渡辺の5人だったが、所と渡辺が脱退し武藤と常富が加入。
ある日、まるで彼らの歌に聞き入るかのように、一匹のザリガニが田んぼの中にうずくまっていた。格好がいいとはお世辞にも言えない一匹のザリガニに妙に心惹かれるものがあり、その一匹のザリガニが「ザ・リガニーズ」というグループ名誕生のきっかけとなった。なお、この名称は大学卒業をもってクラブの後輩だったエ・ビガニーズに受け継がれる予定だったが、後のブレイクにより、この名称は使われ続けることになった。
1968年7月1日、「海は恋してる」でデビュー。10万枚を超えるヒットとなり「カレッジ・ポップス」の先鞭となった。この詞を作詞したのは、垣見源一郎というクレジットではあるが、垣見源一郎とは日本鋪道（現NIPPO）に勤める村石政志（現：常務執行役員土木部長）。
1970年5月9日に解散。内山修と常富喜雄は「猫」の結成に参加した。
新田はデビューの翌年（1969年）東芝音楽工業（現：EMIミュージック・ジャパン）に入社し、音楽プロデューサー、音楽ディレクター、エグゼクティブ・プロデューサーとしての活動を開始。その後1984年にファンハウス（→BMGファンハウス→BMG JAPAN→アリオラジャパン）を設立、2001年にドリーミュージックを設立した。武藤も東芝音楽工業に入社し、オフコースを始めとするプロデューサーを務めた。2021年7月12日に死去していたことが判明。
所太郎は「THE・サンデー」「スーパーモーニング」などといったワイドショー番組の、政治・社会 （主に事件現場）などの部門のレポーターとして活動中。
2005年に新田・内山・吉田・常富の4人で再結成される。

## ディスコグラフィー

### シングル
1. 海は恋してる (1968/07/01)
作詞：垣見源一郎 / 作曲：新田和長 / 編曲：ありたあきら
C/W　花ちゃん
作詞：肥後満雄 / 作曲：テリー・ギルキーソン / 編曲：ザ・リガニーズ
2. スキッピー (1968/11/10) 日本テレビ系テレビ映画「カンガルー・スキッピー」主題歌
作詞・作曲：万里村ゆき子 / 編曲：ザ・リガニーズ
C/W　森のスキッピー（歌：スクールメイツ）
作詞：万里村ゆき子 / 作曲：エリック・ジャック / 編曲：増田豊利
3. 落葉の季節 (1968/12/05)
作詞・作曲：内山修 / 編曲：青木望
C/W　大きなゲタの唄
作詞：福島範子 / 作曲：吉田光夫 / 編曲：ザ・リガニーズ
4. 白いゆり (1969/04/01)
作詞：片桐和子 / 作曲：内山修 / 編曲：青木望
C/W　君の涙になりたい（レット・イット・ビー・ミー）
作詞：ジルベール・ベコー / 作曲：ジルベール・ベコー / 編曲：青木望
5. 君のおもかげ (1969/09/01)
作詞：垣見源一郎 / 作曲：ザ・リガニーズ / 編曲：青木望
C/W　瞳をとじて
作詞：片川喜代治 / 作詞：飯村範康 / 作曲：新田和長 / 編曲：青木望
6. 明日では遅すぎる (1970/07/05)
作詞：阿久悠 / 作曲・編曲：筒美京平
C/W　何がある何処にある（歌：エ・ビガニーズ）
作詞：阿久悠 / 作曲・編曲：筒美京平

### アルバム
YOU AND THE SEA (1969/04/01)
1. 海は恋してる 2:47
2. 白いゆり 3:12
3. 戦争は知らない 3:43
4. 七つの水仙 3:07
5. 花ちゃん 3:36
6. 虹の中の少女 4:50
7. 落葉の季節 3:17
8. 二人の明日 3:09
9. 君の涙になりたい 2:49
10. 大きなゲタの唄 3:15
11. ランブリン・ボーイ 4:17
12. 惜別の時 3:15